# 默爾格里特什蒂鄉
45°25′40″N 26°50′0″E / 45.42778°N 26.83333°E
默爾格里特什蒂鄉（羅馬尼亞語：Comuna Mărgăritești, Buzău），是羅馬尼亞的鄉份，位於該國東南部，由布澤烏縣負責管轄，面積22平方公里，海拔高度372米，2007年人口790，人口密度每平方公里35人。